# Effets des médicaments psychoactifs sur le rythme circadien
 (décembre 2023).
La mise en forme du texte ne suit pas les recommandations de Wikipédia : il faut le « wikifier ».
Les points d'amélioration suivants sont les cas les plus fréquents :
- Les titres sont pré-formatés par le logiciel. Ils ne sont ni en capitales, ni en gras.
- Le texte ne doit pas être écrit en capitales (les noms de famille non plus), ni en gras, ni en italique, ni en « petit »…
- Le gras n'est utilisé que pour surligner le titre de l'article dans l'introduction, une seule fois.
- L'italique est rarement utilisé : mots en langue étrangère, titres d'œuvres, noms de bateaux, etc.
- Les citations ne sont pas en italique mais en corps de texte normal. Elles sont entourées par des guillemets français : « et ».
- Les listes à puces sont à éviter, des paragraphes rédigés étant largement préférés. Les tableaux sont à réserver à la présentation de données structurées (résultats, etc.).
- Les appels de note de bas de page (petits chiffres en exposant, introduits par l'outil «  Source ») sont à placer entre la fin de phrase et le point final[comme ça].
- Les liens internes (vers d'autres articles de Wikipédia) sont à choisir avec parcimonie. Créez des liens vers des articles approfondissant le sujet. Les termes génériques sans rapport avec le sujet sont à éviter, ainsi que les répétitions de liens vers un même terme.
- Les liens externes sont à placer uniquement dans une section « Liens externes », à la fin de l'article. Ces liens sont à choisir avec parcimonie suivant les règles définies. Si un lien sert de source à l'article, son insertion dans le texte est à faire par les notes de bas de page.
- La présentation des références doit suivre les conventions bibliographiques. Il est recommandé d'utiliser les modèles {{Ouvrage}}, {{Chapitre}}, {{Article}}, {{Lien web}} et/ou {{Bibliographie}}. Le mode d'édition visuel peut mettre en forme automatiquement les références.
- Insérer une infobox (cadre d'informations à droite) n'est pas obligatoire pour parachever la mise en page.

Pour une aide détaillée, merci de consulter Aide:Wikification.
Si vous pensez que ces points ont été résolus, vous pouvez retirer ce bandeau et améliorer la mise en forme d'un autre article.
 (décembre 2023).
Les médicaments psychoactifs sont des substances qui influent sur l'esprit, la conscience et la perception, classés selon leurs effets sur les humains, tels que les anxiolytiques pour l'anxiété, les hypnotiques pour le sommeil, les antidépresseurs pour la dépression, et les antipsychotiques pour les psychoses. Afin de pouvoir s’adapter aux changements de l’environnement, les organismes vivants ont développé des mécanismes pour répondre aux variations de leurs milieux internes et externes, notamment l'horloge biologique. Cette horloge interne, située dans l’hypothalamus, synchronise les activités des cellules aux variations jour et nuit. Ainsi, les médicaments psychoactifs peuvent largement influencer le rythme circadien chez les humains.

## L'effet des antidépresseurs sur les gènes de l’horloge circadienne
Les recherches récentes suggèrent que les troubles dépressifs sont associés à un cycle circadien déréglé dû à un délai de phase de 4 à 5 heures, comparé aux cycles réguliers. Les antidépresseurs, tel que la kétamine, peuvent altérer les rythmes circadiens, pour restaurer les désalignements présents chez les individus déprimés . La kétamine a été une avancée importante en psychiatrie. Celle-ci agit pour atténuer les symptômes en quelques heures. En effet, elle inhibe l’activation de la transcription de CLOCK:BMAL1, alors que ces régulateurs sont habituellement exprimés dans les cellules neuronales. L’influence de la kétamine a un effet parallèle sur l’altération de l’expression des gènes Bmal1, Per2 et Cry1 et démontre une réduction dose-dépendante de l’amplitude de la transcription.

## Influence des médicaments psychoactifs sur les hormones
Des recherches à propos des antidépresseurs élucident sur la manière dont les médicaments psychoactifs peuvent avoir des effets sur le niveau des hormones, ainsi sur le rythme circadien.

### Les antidépresseurs et la sécrétion hormonale
La dépression peut amener certains changements au niveau du cycle circadien, comme dans la sécrétion hormonale. Plusieurs recherches ont exprimé qu’il y aurait une avance de phase dans les rythmes hormonaux chez les individus atteints de dépression. Le circuit du système nerveux central vers le noyau paraventriculaire est essentiel lors du contrôle des hormones pituitaires, ainsi que de la sécrétion de la mélatonine provenant de la glande pituitaire. Lorsque ce circuit est bouleversé lors de troubles dépressifs, cela exprime les altérations dans les rythmes hormonaux. Les antidépresseurs peuvent contrer ces irrégularités au niveau des rythmes. Une des classes d’antidépresseurs les plus prescrits sont les inhibiteurs sélectifs du recaptage de la sérotonine (ISRS). Ceux-ci fonctionnent en augmentant les quantités extracellulaires de sérotonine et peuvent accélérer les rythmes circadiens.

## Traitement des troubles de sommeil par les médicaments psychoactifs
Le sommeil est vital pour la survie de l’organisme, contribuant ainsi à une bonne santé physique et mentale. Le rythme circadien, notamment le cycle veille-sommeil, est liée à ces processus fondamentaux.
L’éveil et le sommeil est régulé par une horloge biologique interne, qui favorise une synchronisation des fonctions biologiques du jour et de la nuit. Plusieurs troubles du sommeil sont fréquents entrainant la perturbation de ce cycle, tel que l’insomnie. Dans ce cas-ci, le rythme circadien est perturbé à la suite d'un manque de sommeil constant. Le traitement de ce trouble par des médicaments psychoactifs est une approche courante.

### Aider à prévenir contre l’insomnie
Dans le but d’aider à prévenir contre l’insomnie, l’utilisation de certains médicaments psychoactifs peuvent être suggérés par un professionnel de la santé afin d’aider à contrer ce trouble du sommeil. Tel que: 
- Les opiacés qui sont prescrit pour les personnes ayant une incapacité à dormir dû à la douleur.
- La benzodiazépine aide contre ce trouble, toutefois, son utilisation est suggérée que pour une courte période.
- Non-benzodiazépine sont les plus recommandés afin de traiter de l’insomnie chronique, et peuvent être utilisées à long terme avec modération[11].

Ces médicaments psychoactifs agissent sur les récepteurs GABA (acide gamma-aminobutyrique) du cerveau. Ils augmentent l’activité de ces récepteurs, ce qui entraine des effets sédatifs provoquant un effet de somnolence chez la personne sous médication. Également, l’efficacité de ces médicaments psychoactifs peut être expliqué par leur capacité à reproduire les hormones naturelles du sommeil, comme la mélatonine, entrainant ainsi une envie de dormir ,.
Ces médicaments sont principalement utilisés pour des traitements symptomatiques de l’insomnie et non pour traiter la source de la maladie. Ainsi, l’utilisation à court terme est suggérée puisqu’un usage à long terme peut causer des effets secondaires, une tolérance aux médicaments et même une dépendance.

## L'effet de l’addiction des médicaments stimulants sur le cycle du sommeil
Divers médicaments psychoactifs utilisés pour différents troubles mentaux induisent d’autres effets sur le sommeil.
L’amphétamine est une classe de médicaments psychoactifs qui agit sur le système nerveux en augmentant la quantité de neurotransmetteurs dans le cerveau comme la dopamine et la norépinéphrine . Cette molécule est couramment utilisée pour le traitement du trouble déficitaire de l'attention avec hyperactivité (TDAH). En raison de son effet stimulant, elle peut être utilisée abusivement ce qui influence le rythme circadien du consommateur, plus précisément son cycle veille-sommeil.
En temps normal, une hormone est secrétée par la glande pinéale en réponse à l’obscurité, étant la mélatonine. Celle-ci favorise la somnolence et s’occupe de la préparation au sommeil en synchronisant les cycles biologiques avec le cycle jour-nuit. Sa production commence en début de soirée et atteint son pic au milieu de la nuit et diminue ensuite avec l’approche de l’aube et le retour de la luminosité. Cette hormone agit comme signal pour réguler l’horloge interne au niveau du sommeil et de l’éveil.  
Chez les personnes dépendantes à l’amphétamine, les perturbations dans le cycle éveil-sommeil sont étroitement reliées au niveau de mélatonine. Effectivement, une recherche conduite en 2016 démontre que les niveaux de mélatonine était significativement plus faible chez les patients dépendants de l’amphétamine comparant au groupe contrôle, surtout aux alentours de 16h. Cela signifie qu’il y a une altération de la sécrétion de la mélatonine chez les gens avec une dépendance à ce médicament psychoactif. Lorsque la quantité de cette hormone est plus faible qu’à la normale cela se manifeste en des difficultés à s'endormir chez les patients. Il est aussi possible d'expérimenter des réveils fréquents pendant la nuit influençant négativement la qualité du sommeil.
À la longue, ce manque de mélatonine peut entraîner des problèmes majeurs, dont différents troubles de l’humeur. Cela peut aussi affecter la cognition en diminuant la concentration et la capacité de la mémoire.

## Importance de la température dans le rythme circadien
La température est également un élément important pour les êtres vivants. La variation de celle-ci est étroitement liée au rythme circadien, puisque la perturbation de la température corporelle peut avoir des effets néfastes dans le maintien des besoins physiologiques.  
Généralement, la température atteint son point le plus bas au cours de la période de sommeil et son point le plus élevé en fin d'après-midi. L’horloge biologique des organismes est influencée par les signaux environnants, comme la lumière du jour. Avec la prise de médicaments psychoactifs, la variation de ses signaux perturbe la régulation de la température corporelle. Par exemple, la prise d’amphétamine augmente cette température durant la nuit ce qui perturbe le rythme circadien, entraînant un déséquilibre de la qualité du sommeil et du niveau d'éveil.  

## Les effets des hallucinogènes sur les cycles biologiques et l'horloge circadienne
Les hallucinogènes tels que le LSD, la psilocybine et la mescaline ont été initialement utilisés à des fins médicales. Cependant, leur impact significatif sur le rythme circadien a conduit à leur interdiction. Des recherches montrent que ces substances engendrent des effets complexes sur les cycles biologiques et l'horloge circadienne. À court terme, ils peuvent perturber la perception temporelle, altérer le sens du temps et influencer les rythmes circadiens en agissant sur les récepteurs sérotoninergiques du cerveau. Ces actions modulent la libération de neurotransmetteurs liés à la régulation du sommeil et de l'éveil, induisant des perturbations du sommeil. À plus long terme, des études suggèrent qu'ils pourraient avoir des répercussions durables sur la perception du temps et sur les rythmes circadiens. Il faut noter que des recherches sur ce sujet sont en cours, et une compréhension approfondie des implications à long terme des hallucinogènes sur les cycles biologiques nécessite des investigations supplémentaires.